# Uniunea Nord Americană

Regiunile Uniunii Nord Americane

Uniunea Nord Americană pe harta lumii

Uniunea Nord Americană (abr. UNA) (din engleză North American Union) (abr. NAU) este o ipotetică uniune economică și politică a trei din țările Americii de Nord: Canada, Mexic și Statele Unite ale Americii. Conceptul se bazează vag pe modelul Uniunii Europene, inclusiv o monedă comună numită Amero sau dolar nord-american. Ideea a apărut la mijlocul secolului al XIX-lea, când s-a vorbit despre o uniune între țările nord-americane, cele din Caraibe și unele țări din America Latină.
Unele forme de uniune au fost discutate sau propuse în mediul academic, de afaceri și politic timp de decenii. Totuși, oficialii guvernamentali din toate cele trei țări spun că nu există planuri pentru a crea Uniunea Nord-Americană și că nu a fost semnat nici un acord în acest sens. Formarea Uniunii Nord-Americane a făcut subiectul a diferite teorii conspirative.